# روبی ریس
روبی ریس (انگلیسی: Ruby Rees؛ زادهٔ ۱ ژانویهٔ ۱۹۹۵) بازیگر اهل استرالیا است.